# Maler von München 1410

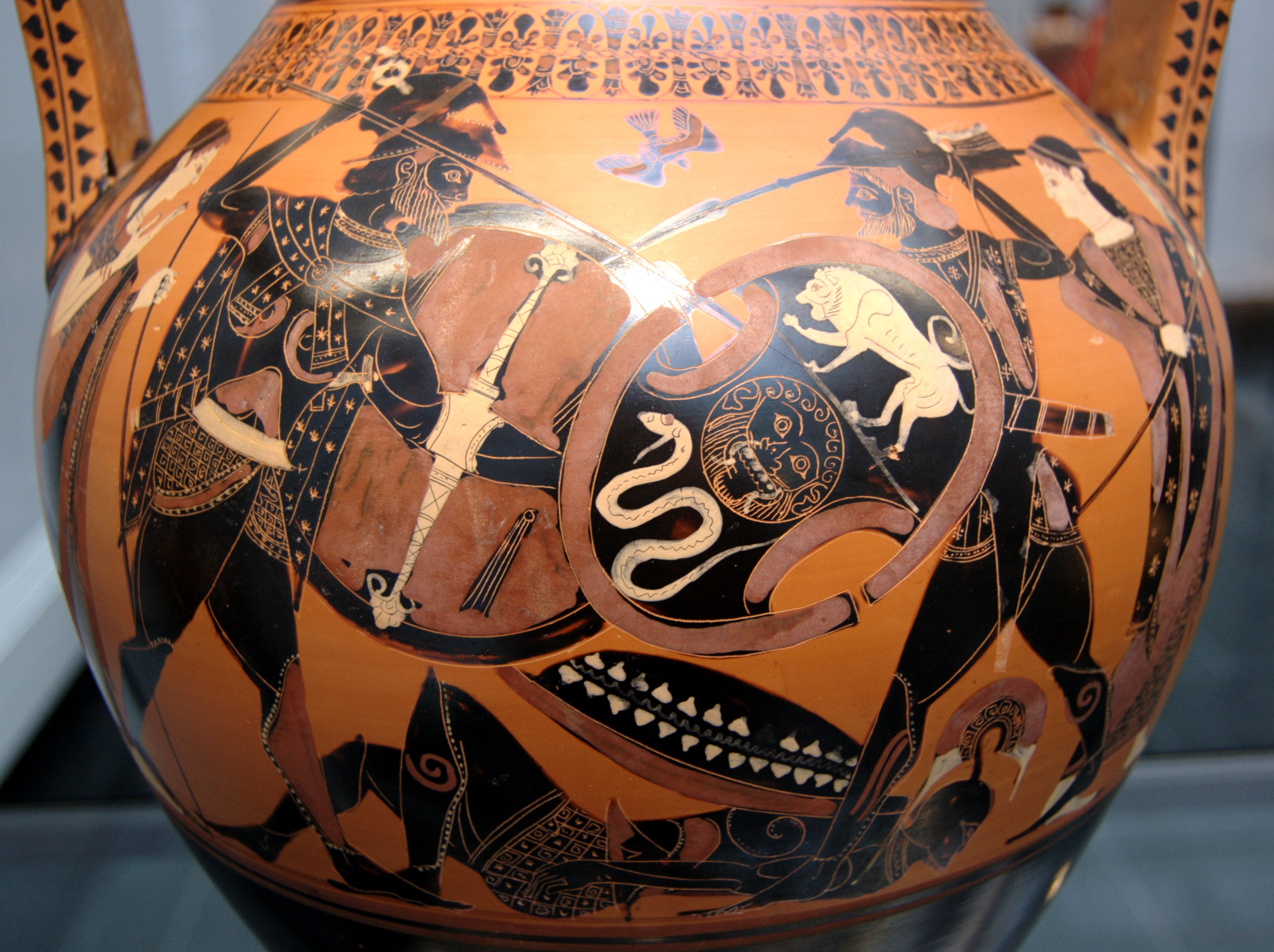
Achilleus und Memnon, zwischen Thetis und Eos, kämpfen über der Leiche des Antilochos, Amphora um 510 v. Chr.

Der Maler von München 1410 war ein mit einem modernen Notnamen bezeichneter attischer Vasenmaler des schwarzfigurigen Stils des dritten Viertels des 6. Jahrhunderts v. Chr.
Der Maler von München 1410 war einer der späten Vertreter der Schwarzfigurigen Vasenmalerei, die zu dieser Zeit vom neuen rotfigurigen Stil in ihre letzte Phase gedrängt wurde. Seinen Notnamen bekam er von einer Namenvase, die sich in den Staatlichen Antikensammlungen in München befindet und die Inventarnummer 1410 trägt. Der Maler von München 1410 gilt als kein besonders herausragender Künstler; dennoch können ihm einige nennenswerte Arbeiten zugeschrieben werden.